# Мирон Кизикський
Мирон († др. пол. ІІІ століття, Кизик) — ранньо-християнський священик з Ахаї (Греція) і мученик часів правління імператора Декія, християнський святий.
Святий Мирон походив із багатого роду. Був священиком в Ахаї за правління імператора Декія у половині III ст. Коли Мирон проповідував у церкві, туди ввійшов воєвода Антипатр. Мирон дорікнув йому за несправедливе поводження з християнами. Тоді воєвода наказав ув'язнити його і важко мучити. Невдовзі Мирон прославив Бога мученицькою смертю від меча у місті Кизиці (англ. Cyzicus). 
- Пам'ять — 30 серпня